# Leptodactylus hylodes
Leptodactylus hylodes är en groddjursart som först beskrevs av Johannes Theodor Reinhardt och Christian Frederik Lütken 1862.  Leptodactylus hylodes ingår i släktet Leptodactylus och familjen tandpaddor. IUCN kategoriserar arten globalt som otillräckligt studerad. Inga underarter finns listade i Catalogue of Life.